# 清江街道
清江街道，是中华人民共和国江苏省淮安市清江浦区下辖的一个街道办事处。东面隔淮海南路分别毗邻本区的闸口街道，南面隔解放西路毗邻本区的清安街道，西面隔环城西路、长青路毗邻本区的浦楼街道，北面隔里运河上的北门桥、长征桥、水门桥毗邻原清河区的长西街道。
清江街道辖区为淮安市的老城区，拥有传统的商业街西大街、人民南路。旧日清江浦的官署多分布于此，如南河总督署、淮扬道署、清河县署等。清晏园为明代户部分司和清代南河总督衙门花园旧址。辖区仍是市内教育医疗资源最好的区域，开明中学、实验小学、人民小学及仁慈医院（市第二医院）、妇幼保健院等优质资源均分布于此，因此是全市房价最高的地段。

## 行政区划
清江街道下辖以下地区：
北门社区、南门社区、城南社区、西门社区、施家桥社区、公园社区和人民社区。